# Flughafen Gloucestershire

i7
i11
i13
Der Flughafen Gloucestershire (englisch Gloucestershire Airport, IATA-Code: GLO, ICAO-Code: EGBJ) ist ein Flughafen  7 km westlich von Cheltenham in der Grafschaft Gloucestershire, England. Bis 1993 trug er den Namen Staverton.

## Flughafendaten
Der Flughafen hat drei Asphaltpisten mit 1431 m, 983 m und 798 m Länge sowie 30 m, 23 m und 18 m Breite. Die vierte Piste 04R/22L wurde nach Renovierung der beiden Hauptpisten im Jahr 2022 geschlossen. Die Seehöhe beträgt 31 m.

## Geschichte
Im Jahr 1931 wurde der Flughafen Gloucestershire als Flugplatz Down Hatherley auf einem Gelände neben seinem heutigen Standort eröffnet. Im Jahr 1936 kauften die Stadträte von Cheltenham und Gloucester das Gelände des heutigen Flughafens auf der anderen Seite der Cheltenham Road. Der neue Flughafen erhielt den Namen Staverton. Während des Zweiten Weltkriegs diente Staverton als Trainingsstützpunkt der Royal Air Force (RAF).
In den 1990er Jahren entwickelte sich der Flughafen zu einem wichtigen Hubschrauberzentrum, und Police Aviation Services und Bond Air Service richteten hier ihre Hauptquartiere ein. Im Jahr 1993 wurde Staverton in Gloucestershire Airport umbenannt.
Die meisten Flugbewegungen des Flughafens Gloucestershire werden mit Privatflugzeugen durchgeführt. Zuvor flog Citywing in den Wintermonaten mindestens fünf Mal pro Woche und in der Hochsaison im Sommer bis zu 25 Mal pro Woche zur Isle of Man. Die Jersey-Route wurde in der Hauptsaison zwischen Juli und September dreimal pro Monat angeflogen, in den Wintermonaten jedoch nicht. Dieser Dienst endete im März 2017, nachdem die Fluggesellschaft liquidiert wurde.

## Flugbetrieb
Der Flughafen beherbergt mehrere Flugclubs für Privatpiloten, darunter den Bristol Aero Club, den Cotswold Aero Club, und die Staverton Flying School, sowie eine Berufspilotenausbildung von Aeros und Skyborne Aviation und die spezialisierten Hubschraubertrainer JK Helicopter Training und Heli Air.
Im Jahr 2022 wurden 60.020 Flugbewegungen verzeichnet.

## Zwischenfälle
- Am 27. März 1963 stürzte eine Vickers 668 Varsity T.1 der britischen Royal Air Force (Luftfahrzeugkennzeichen G-APAZ/WF415) auf einem Trainingsflug 5 bis 6 Kilometer vom Flughafen Staverton entfernt ab. Nach einem Durchstarten mit nur einem laufenden Triebwerk neigte sich die Maschine in etwa 200 Meter Höhe nach rechts; ein Pilot meldete einen kompletten Ausfall der Triebwerke. Das Flugzeug verlor an Höhe und stürzte in ein Haus. Ursache war das versehentliche komplette Abstellen des noch laufenden Triebwerks. Beide Piloten, die einzigen Insassen, kamen ums Leben.[8]